# Spelaeornis chocolatinus
A Spelaeornis chocolatinus a madarak osztályának verébalakúak (Passeriformes) rendjébe és a timáliafélék (Timaliidae) családjába tartozó faj.

## Rendszerezése
A fajt Henry Haversham Godwin-Austen és Arthur Hay írták le 1875-ben, a Pnoepyga nembe Pnoepyga chocolatina néven.

## Előfordulása
Dél-Ázsiában, India északkeleti részén honos. Természetes élőhelyei a szubtrópusi és trópusi hegyi esőerdők és magasláti cserjések. Állandó, nem vonuló faj.

## Megjelenése
Testhossza 10 centiméter, testtömege 11-15 gramm.

## Természetvédelmi helyzete
Az elterjedési területe kicsi és csökkenő, egyedszáma 2500-9999 példány közötti és szintén csökken. A Természetvédelmi Világszövetség Vörös listáján mérsékelten fenyegetett fajként szerepel.